# Игра судбине (3. сезона)
Трећа сезона серије Игра судбине се емитује од 4. фебруара 2022. и има укупно 106 епизода.

## Улоге

### Главне
- Милица Милша као Ада Каначки
- Лука Рацо као Алекса Ожеговић
- Стеван Пиале као Лука Каначки
- Мира Бањац као Гвозденија Караматијевић "Мадам Дени" (главни: епизоде 90−106; епизодни: епизоде 80−81, 84−89)
- Владан Савић као Иван Ожеговић
- Оља Левић као Мила Ожеговић
- Даница Ристовски као Љиљана Караматијевић "Лила"
- Сандра Бугарски као Марица Панчетовић "Панчета"
- Слободан Ћустић као Вукашин Сувобрк
- Дарко Томовић као Тихомир Бунчић "Тића"
- Павле Јеринић као Матија Грбић
- Матеа Милосављевић као Софија Шубаревић
- Аммар Мешић као Страхиња Бунчић
- Милица Томашевић као Нада Галић
- Кристина Јовановић као Јелена Радман Галић
- Вук Салетовић као Бојан Галић "Дебељко"
- Борис Пинговић као Никша Корлат
- Даниела Кузмановић као Катарина Илић
- Лидија Вукићевић као Милева Танкосић "Милевица"
- Снежана Савић као Донка де Саели
- Елвира Аљукић као Рабија Џонгалић "Жишка"[а]
- Југослава Драшковић као Божидарка Шубаревић "Брзутка"
- Кристина Савић као Олга Ожеговић
- Милан Босиљчић као Маринко Комарчевић "Свитац"
- Саша Јоксимовић као Максим Шубаревић
- Иван Томић као Слободан Џелетовић „Цоле”
- Данина Јефтић као Клаудија Чарапина
- Бојана Грабовац као Маријана Јовановић
- Биљана Малетић Заверла као Јасна
- Стојан Ђорђевић као Вид Залад
- Тијана Максимовић као Жаклина Танкосић
- Арсеније Тубић као Ритер Брунер
- Марко Јовичић Дими као Јамездин
- Ненад Гвозденовић као Часлав Христић
- Андриана Гавриловић Ђорђевић као Ана Ђорђевић
- Марко Радојевић као Миле Писаров "Миле Купус"
- Предраг Коларевић као Директор полиције
- Тања Павловић као Теа Тадин
- Тијана Упчева као Уна Медић "Зврк"
- Јелена Јовичић као Силвана Чварковић
- Мирољуб Турајлија као Добрица Пилетић
- Матеја Поповић као Олег Латас
- Сташа Радуловић као Гала Ждрал
- Раде Ћосић као Петко Љуштурић "Љуштура"
- Ивана Панзаловић као Сара Бергер
- Снежана Јеремић као Василиса Смоленски
- Слободан Стефановић као Денис Џуверовић "Џода"
- Радиша Рок као Ковиљко Дабарчић "Кода"
- Дени Мешић као Завиша Агбаба
- Милан Пајић као Паун Ћупина "Паја Сорбона" (епизоде 1−54)
- Нина Мрђа као Ленка Велицки
- Александра Костић као Инес Накић
- Андријана Ђорђевић као Чарна
- Александра Белошевић као Ирма Латас (главни: епизоде 92−110; епизодни: епизоде 69−70, 72, 75−76, 78−80, 82−83, 85, 87, 90−91)
- Барбара Петровић као Барбара Буха (главни: епизоде 55−106; епизодни: епизоде 35−39, 41−43, 46, 48, 52−54)
- Теодора Томашев као Хана
- Небојша Савић као Др Ђорђе Урошевић

### Епизодне
- Алиса Левић као Стела Дедијер
- Немања Станојковић као Немања
- Стефан Станчић као Алекса Каначки "Акица"
- Лазар Гавриловић као Лука Ожеговић "Луле"
- Тијана Милованов као Десанка Пиштало "Деса"
- Милан Стаменковић као Поп
- Миљан Прљета као Лазар Пиштало "Лаза"

## Епизоде
| Бр. у серији | Бр. у сезони | Назив                                                                     | Редитељ                       | Сценариста      | Премијерно емитовање |
| --- | ------------ | ------------------------------------------------------------------------- | ----------------------------- | --------------- | -------------------- |
| 422 | 1            | Годину дана касније                                                       | Милан Коњевић и Марко Јовичић | Жарко Јокановић | 4. фебруар 2022.     |
| Прошло је годину дана откако су Ада и Иван прославили прву годишњицу брака. За тих годину дана, ликови серије су се нашли у новим околностима. Софија можда јесте добила шансу за нови почетак, али јој је дијагностификован синдром поремећаја личности са којим се мора борити. Иако је све наизглед било идилично, Нада и Страхиња имају проблеме у браку. Нада је постала успешна модна креаторка, због чега је често у кругу згодних манекена, на које је Страхиња постао љубоморан. Букет цвећа који стиже за Аду ће помутити воду и у њеном браку са Иваном. Алекса саветује Луки да посети психотерапеута, јер му преко потребна помоћ како би што пре 'стао на ноге'... |              |                                                                           |                               |                 |                      |
| 423 | 2            | Је л заплакала за сином ког је оставила кад за мном сигурно није          | Милан Коњевић и Марко Јовичић | Жарко Јокановић | 7. фебруар 2022.     |
| Пошто је Уна напустила Луку и њихово дете, и отишла на лечење у Америку, свима је јасно зашто се Лука понаша незрело и да тешко прихвата помоћ терапеута. Међутим, он ипак одлази на терапију где упознаје заносну жену која му се допада на први поглед. Унин отац се враћа у Србију и породици Каначки саопштава ужасне вести које им је поручила Уна. Лука са тим не може да се помири, па свом сину даје једно важно обећање. Обећање које је и сам искусио на својој кожи... |              |                                                                           |                               |                 |                      |
| 424 | 3            | Никша има план                                                            | Милан Коњевић и Марко Јовичић | Жарко Јокановић | 8. фебруар 2022.     |
| Часлав се вратио из Америке са вестима о Уни, али то Луку уопште не занима. Једино до чега му је стало јесте њихов син и због тога је дошао на идеју да предложи Жаклини да се њена ћерка Дина и његов син мало више друже. Алекса затиче Милу како је масира њен пословни партнер на сред ходника, и нимало му није пријатно. С друге стране, Алексина секретарица тумачи његове сигнале на потпуно погрешан начин. Убеђена је да је у питању флерт, а не чиста пристојност. Никша има план да поново уђе у Адин живот и да је раздвоји од Ивана, а њихов састанак у ресторану томе свему иде у прилог. Њихова тајна фотографија из ресторана ће још више закомпликовати однос Аде и њеног супруга... |              |                                                                           |                               |                 |                      |
| 425 | 4            | Да Жаклину разведемо од Вида и удамо је за Луку                           | Милан Коњевић и Марко Јовичић | Жарко Јокановић | 9. фебруар 2022.     |
| Панчета долази код Аде и саопштава јој да су Милa и Лука у вези и да је Уна због тога отишла у Америку. Након што је васпитачица схватила да ради у фирми Луке Каначког, одлучила је да да отказ јер не жели да буде у окружењу "бахатог богаташа". Лука наставља да иде на психотерапију, јер га све више привлачи терапеуткиња. Милевица посећује Аду и од ње тражи помоћ у спровођењу новог плана - да споји Жаклину и Луку. Свађа Аде и Ивана је толико кулминирала, да му је она саопштила да спакује кофере и напусти њихов дом. |              |                                                                           |                               |                 |                      |
| 426 | 5            | Нада је сатерана у ћошак и мора да одлучи шта ће бити са њеним љубавником | Милан Коњевић и Марко Јовичић | Жарко Јокановић | 10. фебруар 2022.    |
| По наговору Аде, Матија одлази да се види са Никшом, како би му објаснио каква опасност му прети. Матија тада упознаје Никшину супругу Василису, и почиње да сумња шта је заправо истина. Пошто Иван није хтео да напусти дом Каначких, Ада пакује кофере и одлази. Док Дебељко мисли да Страхиња вара Наду и због тога га удара песницом, Нада се опет виђа на кафи са манекеном који изискује неке одговоре. Да ли су љубавници или Нада планира да се разведе. Алекса је једини увидео да нешто постоји између Луке и васпитачице у вртићу, а то ни једно ни друго не желе да признају... |              |                                                                           |                               |                 |                      |
| 427 | 6            | Ада и Ритер се коначно срећу                                              | Милан Коњевић и Марко Јовичић | Жарко Јокановић | 11. фебруар 2022.    |
| Ада је Жишки тражила да јој резервише собу у хотелу бизнис клуба, што је она протумачила да Ада хоће да превари Ивана. Није ни слутила да Ади и Ивану тренутно не 'цветају руже' у браку. Током ручка, Ади је за столом пришао Ритер. Видно шокирана и уплашена, тражила је одговоре од Брунеровог сина. Пошто се код Никше распитивала о потенцијалној опасности која вреба њену породицу, Ритер је дошао лично код ње да разговарају. И док је Нада чврсто решила да настави свој живот са Завишом, Тића затиче у кафани Страхињу без свести... |              |                                                                           |                               |                 |                      |
| 428 | 7            | Ја сам Лукина жена а ко си ти                                             | Милан Коњевић и Марко Јовичић | Жарко Јокановић | 14. фебруар 2022.    |
| Након што је Нада саопштила Страхињи да хоће развод, прича о њеном љубавнику је почела да се шири. Тако је та информација стигла и до Дебељка, који одбија да поверује у то. Пошто је Лука заборавио своје дете у вртићу, васпитачица Уна га доводи кући где затиче Луку и Софију како се љубе. Софија је убеђења да је Лукина супруга, и у то покушава да увери и васпитачицу којој није било свеједно када је видела њихов пољубац. Вукашин од Ивана тражи услугу, како би заједно покушали да заштите Аду од опасности која јој прети... |              |                                                                           |                               |                 |                      |
| 429 | 8            | Завишина љубав према Нади има цену                                        | Милан Коњевић и Марко Јовичић | Жарко Јокановић | 15. фебруар 2022.    |
| Алексина секретарица је открила Олегу и ставила му је јасно до знања да зна шта петља са Милом. У исто време, и Олга почиње да се интересује за Олега, покушавајући да прикупи све информације о њему како би га разоткрила. Жаклина је одлучила да се разведе, јер више не жели да трпи Видову љубомору, која је све присутнија откако су се из Њујорка вратили у Београд. Иако је отишао из куће и преспавао у хотелу, Иван се враћа код Аде и затиче је са Панчетом у кревету. Сваки нови Лукин сусрет са васпитачицом је пун емоција и сви то почињу да примећују, осим њих двоје. Мила, Алекса, Дебељко и Јелена су одлучили да помогну Нади и Страхињи, због чега Алекса долази на идеју да разговара са Завишом. Срели су се у бизнис клуб и Алекса није ни почео разговор, а Завиша је одмах осетио да ће му понудити новац само да напусти Наду. Питање је да ли ће он пристати на ту непристојну понуду...                                                         |              |                                                                           |                               |                 |                      |
| 430 | 9            | Олег теши уплакану Милу                                                   | Милан Коњевић и Марко Јовичић | Жарко Јокановић | 16. фебруар 2022.    |
| Нови сукоб је на помолу, када Алекса долази на идеју да Луки купи телевизију. У исто време, Никши пада иста идеја на памет, да са Клаудијом у заједничком власништву купе телевизију. Лука схвата да му се васпитачица Уна свиђа и због тога јој поклања букет цвећа када одводи малог Алексу у вртић. Међутим, она га одбија. Добрица је прислушкивао Галин разговор и одмах јој сасуо истину у лице - да она мува Алексу. Олег затиче Милу уплакану у тоалету. Почиње утешно да је грли, када се појављује Ада на вратима... |              |                                                                           |                               |                 |                      |
| 431 | 10           | Са ким ме Мила вара                                                       | Милан Коњевић и Марко Јовичић | Жарко Јокановић | 17. фебруар 2022.    |
| Маринко је убеђен да је Вишња убијена, и планира да открије ко је убица, како би му лично пресудио. Лука опет одлази на психотерапију и признаје да га терапеуткиња узбуђује и да му се много допада. Софија Матији саопштава да хоће да се врати на модну писту, што он тешко прихвата, а брак Миле и Алексе је такође у кризи. Алекса је сазнао да има проблеме у браку и да га Мила вара, па је дошао код Аде по одговоре. |              |                                                                           |                               |                 |                      |
| 432 | 11           | Нада сазнаје да је Страхиња вара                                          | Милан Коњевић и Марко Јовичић | Жарко Јокановић | 18. фебруар 2022.    |
| И Панчета је почела да Жаклини помиње Луку, сада када је остао сам. Та мисао толико оптерећује Вида, да он моли Алексу да отпусти Жаклину из фирме, како не би била близу Луке. Међутим, Жаклина опет среће Луку у вртићу. Када ју је васпитачица Уна видела, онесвестила се. Иако је Алекса дошао код мајке по одговоре у вези са Милином преваром, Ада му саопштава да је проблем у њему и да је он тај који вара. Силвана је постала највећа трачара у фирми. У тоалету саопштава Нади да је Страхиња вара... |              |                                                                           |                               |                 |                      |
| 433 | 12           | Уна је трудна                                                             | Милан Коњевић и Марко Јовичић | Жарко Јокановић | 21. фебруар 2022.    |
| Никша и Олег се срећу у ресторану. Никша се распитује за његову сестру, тиме стављајући до знања да је Олег можда умешан у Никшине мутне послове. У дому Каначких је опет мирно. Лука жели да се извини Чаславу, а то исто чини и Иван, који Аду буди песмом на гитари. Све се више сумња у Завишине намере према Нади, поготово када сазнаје да он велики пријатељ Софије Шубаревић, коју случајно среће у ресторану. Лука и Уна коначно одлазе на ручак, где му она саопштава да јој је мука. Лука још једном потврђује чињеницу да је она можда трудна... |              |                                                                           |                               |                 |                      |
| 434 | 13           | Надо када си постала таква простакуша                                     | Милан Коњевић и Марко Јовичић | Жарко Јокановић | 22. фебруар 2022.    |
| Директор телевизије се састаје са Никшом и саопштава му да је најбоља понуда већ прихваћена. Међутим, Никша на све начине покушава да га одврати од идеје да телевизију прода Ади Каначки. Алекса коначно улази у клинч са Надом, питајући се када је постала таква простакуша. Након што се по фирми проширила прича да Мила вара Алексу са Олегом, она је одлучила да га игнорише. Олег јој је предложио да заједно прегледају документацију за фондацију, али Мила га одбија. Уна тера Луку из вртића, јер он упорно хоће да прича о њеној трудноћи, што јој очигледно смета... |              |                                                                           |                               |                 |                      |
| 435 | 14           | Надам се да си од мајке наследио и лојалност коју је имала према мени     | Милан Коњевић и Марко Јовичић | Жарко Јокановић | 23. фебруар 2022.    |
| Алекса се нашао са секретарицом Галом после посла, када му се она захвалила што је штити, јер обично јој се други мушкарци као звер набацују. С друге стране, Милу изједа то што ју је Ада видела са Олегом у тоалету, па одлази код ње да јој призна да са Олегом нема ништа. Убеђује је да свој живот не може да замисли без Алексе. "Правда је коначно задовољена", овим речима је започела причу Милевица пре Вукашином, Жаклином и Видом, најављујући свој повратак у политику. Знајући да су Страхиња и Нада пред разводом, васпитачица Уна одлази код Алексе, како би са њим разговарала о ћеркици Ружи, јер је морала некоме да се пожали. Олег и Никша се опет срећу, само овај пут у Никшину канцеларију. Пошто је Олегова мајка дугогодишња Никшина сарадница, Никша рачуна да ће Олег наставити породичну традицију и да ће му сада Олег бити лојалан. Ада пада у несвест након што је видела фото-робота особе која је помогла Ритеру да изађе из затвора...    |              |                                                                           |                               |                 |                      |
| 436 | 15           | Срам да те буде више се не кријеш ти вараш мог сина на радном месту       | Милан Коњевић и Марко Јовичић | Жарко Јокановић | 24. фебруар 2022.    |
| Иако је имао пословну понуду и од Никше, Матија се ипак враћа у Кан Холдинг. Страхиња упада у кафић где су се састали двоје нових голупчића - Нада и Завиша. Прилази Завиши и почиње да га бесомучно удара, док га Нада моли да престане. Због тога, Страхиња завршава у полицијској станици. Петко Љуштурић, нови негативац у серији, срео је Аду у ресторану и дао јој своју визит карту, у нади да ће се спријатељити. Мила предлаже васпитачици Уни да заједно оду на вечеру, што она радо прихвата. У Милину канцеларију упада Олга која је откривљује да вара Алексу и то на послу, јавно, без срама. Ада стиже у Кан Холдинг и упознаје Галу, и судећи по њеном ставу према Алекси, врло брзо схвата да му се она набацује. Као и увек, Ада вешто ставља канџе на чланове своје породице... |              |                                                                           |                               |                 |                      |
| 437 | 16           | Лука сумња да је Уна заљубљена у Олега                                    | Милан Коњевић и Марко Јовичић | Жарко Јокановић | 25. фебруар 2022.    |
| Панчета је толико огорчена због Надине везе са Завишом, да је одлучила да објави рат не само манекенима, већ и целој модној индустрији. Зато је Панчета опет насрнула на Завишу, због чега је овога пута морала да реагује полиција. Олег и васпитачица Уна се очигледно добро познају, да су заједно завршили на пићу, коментаришући Алексу. Њихово дружење запазио је и Лука, који сумња да је Уна заљубљена у Олега, због чега у вртићу прави љубоморну сцену. |              |                                                                           |                               |                 |                      |
| 438 | 17           | Мислим да вам за овај разговор недостајем ја                              | Милан Коњевић и Марко Јовичић | Жарко Јокановић | 28. фебруар 2022.    |
| Алекса и даље сумња да Ада нешто крије и зато за њега тема Мила - Олег и даље није завршена. Стога, долази на идеју да организује вечеру за четворо - он, Мила, Олег и његова девојка. Такође, захтева да се прати Олег, не би ли открио нешто сумњиво. Страхиња је ставио тачку на свој брак и одлучио да се бори за Ружу, јер је Нада за њега мртва. Матија долази на састанак са Никшом и саопштава му да прихвата његову пословну понуду. Међутим, на вратима канцеларије се појављује и Ада... |              |                                                                           |                               |                 |                      |
| 439 | 18           | Алекса долази код Аде по истину                                           | Милан Коњевић и Марко Јовичић | Жарко Јокановић | 1. март 2022.        |
| Матија почиње да ради код Никше у фирми, а прва која му се набацује је Теа, десна рука Никшине супруге и некадашња Ритерова секретарица. Ни Вида прошлост не оставља на миру, па тако је свом оцу ипак признао да је Дина у ствари Лукина ћерка. Иако се јавно извинио Олегу и Мили, Алекса верује својој жени, али ипак га занима шта то Ада видела, због чега долази код ње по истину. Лука се све више заљубљује у Уну Зврка, да о њој сину прича сваке вечери, називајући је пред њим његовом мајком. Ада, Алекса и Олег долазе да потпишу уговор за куповину телевизије, али директор им обавештава да се ипак предомислио. Сукоб између Никше и породице Каначки тек следи... |              |                                                                           |                               |                 |                      |
| 440 | 19           | Неко нам је трудан                                                        | Милан Коњевић и Марко Јовичић | Жарко Јокановић | 2. март 2022.        |
| Алекса је наручио да прате Ритера, ком је Петко дао нови задатак, у договору са Никшином супругом. Силвана је у женском тоалету фирме пронашла позитиван тест за трудноћу и то саопштава свим трачарама Кан холдинга. Нада саопштава Страхињи да води Ружу са собом, а он страхује да ће оне почети да живе заједно са Завишом. Уна се договорила са Милом да заједно оду на вечеру, али уместо ње долази Лука и то на љубавни састанак... |              |                                                                           |                               |                 |                      |
| 441 | 20           | Панчета коначно изговара истину Завиша је заљубљен у Софију               | Милан Коњевић и Марко Јовичић | Жарко Јокановић | 3. март 2022.        |
| Након што су Лука и Уна завршили сами на вечери, без Миле и Алексе, Лука добија снагу да Чаславу призна да је спреман за нову партнерку, која ће његовом сину бити као права мајка. Мада, Ада за Луку има друге планове. Дошла је на идеју да позове Хану у госте и да наведе Луку да се зближе. Панчета коначно свима у кући изговара оно што је сазнала у теретани - да је Завиша заљубљен у Софију и да је са Надом само из користи. Софија одлази на гинеколошки преглед, јер жели да сазна да ли Матији може да роди здраво дете. Никша наставља да спроводи своје идеје. Након што је Клаудију поставио на место директорке телевизије, позива Милевицу Танкосић у своју канцеларију јер и за њу има план. Уна ставља све карте на сто, па тако признаје да њихова љубавна прича можда неће имати срећан крај... |              |                                                                           |                               |                 |                      |
| 442 | 21           | Зврк и Завиша имају прошлост                                              | Милан Коњевић и Марко Јовичић | Жарко Јокановић | 4. март 2022.        |
| Софија Шубаревић се враћа у Кан холдинг и заједно са Матијом долази на састанак. Иако сви знају њену историју болести, никоме није свеједно. Бароница Донка позива Маринка на пиће и моли га за услугу. Заузврат, она ће му открити име особе у полицији која зна ко је убио Вишњу. Ада увек има план. Зато је одлучила да се састане са Петком, првим човеком Никше Корлата, не би ли сазнала ко сада прети њеној породици. Завиша је постао сумњив онога момента када се сазнало да годинама пати за Софијом Шубаревић, а да је са Надом само из чисте користи. Његова животна прича добија нову димензију, када у ресторану среће васпитачицу Уну и јасно ставља до знања да су они некада имали нешто... |              |                                                                           |                               |                 |                      |
| 443 | 22           | Никша Корлат је убио твог брата Далибора                                  | Милан Коњевић и Душан Поповић | Жарко Јокановић | 7. март 2022.        |
| Силвана, једна од најважнијих трачара у Кан холдингу. Убеђена је да је Зврк трудна са Луком и то саопштава Алекси и Мили. Ада баца мамац Петку, позивајући га на ручак и нудећи му интересантну пословну понуду. Лука се толико заљубљује у Уну, да у фирми тражи њену адресу становања и одлази правац код ње. Нада говори Ади да нове колекције неће бити, јер она даје отказ! Промена се дешава и код тетка Лиле, која је Ади и Матији предложила да жели да помогне Софији и да је повремено надгледа. Ади на адресу стиже мистериозно писмо у ком пише да је "Никша Корлат убио њеног брата Далибора". |              |                                                                           |                               |                 |                      |
| 444 | 23           | Довела сам нам снају у кућу                                               | Милан Коњевић и Душан Поповић | Жарко Јокановић | 8. март 2022.        |
| Ада је опет тужна јер је до ње дошла информација да је Никша Корлат крив за убиство њеног брата Далибора. Иван покушава да је орасположи на све начине, па јој тако свира гитару у кревету. Лука се толико заљубио у Зврка, да је тешко поднео њено одбијање када је са цветом дошао на њена врата. Али, тетка Лила за њега има друге планове. Довела је у кућу Хану и свима разгласила да је она нова Лукина жена. Никша полако плете мрежу у Кан холдингу, али му остао да још само Олега придобије на својој страни. И за њега има посебан план и начин како да га уцени... |              |                                                                           |                               |                 |                      |
| 445 | 24           | Олег тражи помоћ од Гале                                                  | Милан Коњевић и Душан Поповић | Жарко Јокановић | 9. март 2022.        |
| Олег тражи помоћ од Гале, стављајући до знања да су они много више од колега. Алекса и Мила позивају Луку на вечеру, који по доласку у ресторан, доживљава велико изненађење када угледа ко још са њима седи за столом. Лука тражи савет од Ивана, питајући га како је преживео Олгин одлазак. Након што се сазнало да Уна ипак није трудна, она признаје колегиници да је мучи нешто друго и да је то њена реалност са којом мора да се помири. |              |                                                                           |                               |                 |                      |
| 446 | 25           | Лука пристаје да се венча са Ханом                                        | Милан Коњевић и Душан Поповић | Жарко Јокановић | 10. март 2022.       |
| Након што се Уна представила као Олегова девојка и са тим разлогом долази на вечеру са Милом и Алексом, Луки постаје све јасно и одлучује да одустане од Уне. Због тога, пристаје да се ожени Ханом, колегиницом са факултета, као што је Лила планирала. Страхиња се заклиње да ће се од сада борити само за Ружу и да окреће нови лист, а то такође важи и за Наду која је дала отказ у Кан холдингу, како би прешла у фирму Василисе Смоленски која јој нуди модну колекцију са својим именом. |              |                                                                           |                               |                 |                      |
| 447 | 26           | Да ли си познавао мог брата Далибора                                      | Милан Коњевић и Душан Поповић | Жарко Јокановић | 11. март 2022.       |
| Пошто је Нада дала отказ, на место директорке модне колекције долази Ада Каначки, која не престаје да 'копа' по прошлости свог брата Далибора, тражећи нешто што ће је навести да докаже да је Никша можда крив за његово убиство. Након што је Лука признао Хани да међу њима ништа не може да буде, она је одлучила да му уништи живот. Лука је толико утучен, па по доласку у фирму среће Олега и са њим се физички обрачунава... |              |                                                                           |                               |                 |                      |
| 448 | 27           | Шта год да си нањушила госпођо Каначки моја ће бити последња              | Милан Коњевић и Душан Поповић | Жарко Јокановић | 14. март 2022.       |
| Након физичког обрачуна, Лука захтева од Алексе да отпусти Олега. И Мила и Алекса желе да споје Уну и Луку, због чега се Мила код Олега распитује о Униној прошлости. Он не жели да открије њену интиму, али наговештава да Уна има проблем који се тешко превазилази. "Спремам се за једну битку. И потребно ми је у томе да ми безгранично верујеш", саопштила је Ада Ивану, ком није било свеједно када је чуо о чему се ради. С тим у вези, Никша је схватио да је Ада нешто нањушила, али је спреман да ту борбу истера до краја и то својим тријумфом. |              |                                                                           |                               |                 |                      |
| 449 | 28           | Хоћу да га нема                                                           | Милан Коњевић и Душан Поповић | Жарко Јокановић | 15. март 2022.       |
| Маринко је довео Вишњино дете у кућу Каначких како би се мала Ана зближила са Адом и тетком Лилом. Иако се његов отац инспектор Цоле противио томе, Вид је прихватио сумњиву понуду. С друге стране, у Панчетином животу је забавно као и увек, па је тако дошла на идеју да узме Тићине мере, како би му сашила хаљину, јер она планира да води модну колекцију. Након што је Хана рекла да планира да Луки направи пакао од живота, сви се плаше да она не направи неку глупост. Никша је наредио свом сараднику Љуштури нову ликвидацију... |              |                                                                           |                               |                 |                      |
| 450 | 29           | Никша предлаже Нади забаву у двоје                                        | Милан Коњевић и Душан Поповић | Жарко Јокановић | 16. март 2022.       |
| Панчета је убеђена да је Нади Завиша послужио као параван како би се приближила Никши. Можда то Нади није била намера, али Никши јесте и то од почетка, па јој је предложио забаву у двоје. Вукашин предлаже Ади да убаце неког свог у Никшину фирму, али Ада га је већ предухитрила. Луку толико копка Унина прошлост и тај 'непревазиђени проблем', па је одлучио да унајми приватног детектива како би сазнао... |              |                                                                           |                               |                 |                      |
| 451 | 30           | Нада пријављује Страхињу полицији због Завишиног нестанка                 | Милан Коњевић и Душан Поповић | Жарко Јокановић | 17. март 2022.       |
| Ада моли Алексу за помоћ, јер жели да се зближи са васпитачицом Зврком. Полиција трага за Завишом и тим поводом се Нада појављује у полицијској станици, оптужујући Страхињу да је умешан у Завишин нестанак. Вид моли Дебељка да припази на магацин и на Кан холдинг, и ако примети нешто сумњиво, да му одмах пријави. Дуго се у фирми нагађало ко је у другом стању и изгледа да је Гала трудна и то са Максимом. Међутим, Брзутка је убеђена да је Алекса прави отац Галиног детета и да га Максим штити, тиме што признаје то дете. |              |                                                                           |                               |                 |                      |
| 452 | 31           | Мораш одмах да напустиш земљу неко те намешта за убиство Завише           | Милан Коњевић и Душан Поповић | Жарко Јокановић | 18. март 2022.       |
| Васпитачица Уна је признала другарици да воли Луку, али да ипак жели да контролише своје емоције због чега настоји да га игнорише у вртићу. Међутим, Ада има другачији план. Жели да је боље упозна, како би је зближила са сином. У полицијску станицу стиже сведок који је наводно видео да је Страхиња напао Завишу и одвукао га некуд. Ти подаци стижу и до Цолета, који планира да се озбиљније позабави са овим случајем. Милевица опет долази код Никше који је опомиње да мора да обавља послове који су јој задати. Маринко се појављује у Страхињиној канцеларији и обавештава га да му неко смешта убиство Завише Агбабе, такође, саветује га да напусти земљу, док се ситуација не рашчисти. |              |                                                                           |                               |                 |                      |
| 453 | 32           | Лука се појављује са гитаром испред Униног стана али тамо затиче          | Милан Коњевић и Душан Поповић | Жарко Јокановић | 21. март 2022.       |
| Ада захтева од Вукашина да сазна све о животу васпитачице Уне. С друге стране, Хана је склопила договор са Лилом, која ће јој помоћи да се приближи Луки. Панчета је дошла код Аде у канцеларију и донела материјал за своју модну колекцију, како би помогла фирми после Надиног отказа. Олга је затражила контакт психотерапеуткиње коју посећује њен син Лука, јер жели да лечење настави са њом. Лука се појављује са гитаром у руци и посвећује песму Уни на степеништу њене зграде, али се испред њега појављује неко кога ни у најлуђим сновима није очекивао. Вид и Алекса су на трагу криминалним радњама у Кан холдингу и чине све да не падне ниједна мрља на презиме Каначки... |              |                                                                           |                               |                 |                      |
| 454 | 33           | Чуо сам се са Уном појавила се једна битна могућност                      | Милан Коњевић и Душан Поповић | Жарко Јокановић | 22. март 2022.       |
| Силвана опет шири гласине у фирми. Овога пута је Брзутки рекла да Галино дете заправо није Максимово, већ Алексино. Да се Мила и Алекса раставе иде у прилог и чињеница су Олегови сестрићи Алекси показали нову Олегову девојку и то је ни мање ни више него његова Мила. После свега што је сазнао у полицијској станици, Страхиња одлучује да вече проведе у кафани када од Дебељка тражи да позове Наду. Часлав саопштава Ади да се чуо са ћерком Уном која га је у мејлу обавестила да се појавила једна битна могућност. Нажалост, у ту причу је умешан и Никша Корлат... |              |                                                                           |                               |                 |                      |
| 455 | 34           | Завиша и Страхиња су браћа                                                | Милан Коњевић и Душан Поповић | Жарко Јокановић | 23. март 2022.       |
| Ада и Часлав су се договорили да о Унином мејлу не говоре никоме, а Ада му обећава да ће му помоћи, па чак и да отпутује у Америку. Из Лондона се вратила Алексина велика студенска љубав и посетила га у Кан холдингу. Чврсто је решила да поново буде са њим и јасно је ставила до знања да је озбиљна претња његовом браку са Милом. Уна и Инес разговарају о Луки Каначком, и обе признају да су заљубљене у њега. Њихов разговор прислушкује управо Лука. Након што је својим ушима чуо да је Уна заљубљена у њега, то му још више даје снагу да од ње не одустаје! Цоле је открио Вукашину исход ДНК анализе трагова Завишиног нападача. Иако су тражили његовог убицу, на трагу су нечему чему се нико није надао - Страхиња и Завиша су браћа? |              |                                                                           |                               |                 |                      |
| 456 | 35           | Мила ја можда имам још једно дете                                         | Милан Коњевић и Душан Поповић | Жарко Јокановић | 24. март 2022.       |
| Барбара Буха, Алексина бивша студенска љубав, вратила се из Лондона и жељна је освете. Након што се Алекса поверио Ади, обоје сумњају да Барбара никада није абортирала и да Алекса можда има још једно дете. Он одлучује да све призна Мили. С друге стране, и Тића сазнаје да поред Страхиње има још једног сина. Вукашин је одлучио да обелодани информације које је добио од инспектора Цолета. Нада је прихватила Никшину помоћ и његове везе у полицији, како би дошла до информација о Завиши. Вести које стижу, нису тако добре. Лука завршава на романтичном ручку са Уном, где јој признаје да је заљубљен у њено срце и да је сигуран да га она никада неће издати... |              |                                                                           |                               |                 |                      |
| 457 | 36           | Мрачна тајна твоје породице биће откривена ако                            | Милан Коњевић и Душан Поповић | Жарко Јокановић | 25. март 2022.       |
| Откако се Барбара појавила у Алексином животу, сви се питају ко је она. "Бахата богаташица која гази све пред собом", Ада ју је тако описала, као и да је сигурна да њена породица, која живи у Швајцарској, пажљиво крију тајну већ годинама. Хана је угледала Уну и Луку како се љубе у вртићу и шокирала се. Након што је Тића све сазнао, моли Страхињу да му призна да ли је заиста убио Завишу. Исто питање мучи и Наду која прети Мили да ће их све пријавити полицији не буде ли јој рекла било шта што зна о Страхињином покушају да убије Завишу. Тића признаје Страхињи да му је Завиша брат, и сумња да га је Драгица родила пре него што се венчала са њиме и да је то дуго крила од свих. Ада се коначно налази са Варбаром и прети да ће разоткрити њену породичну тајну, ако не остави Алексу на миру... |              |                                                                           |                               |                 |                      |
| 458 | 37           | Тића Лењин прети Нади                                                     | Милан Коњевић и Душан Поповић | Жарко Јокановић | 28. март 2022.       |
| Барбара је признала Ади да је ипак родила Алексино дете, али да га је одмах дала на усвајање. Откако је Страхиња ухапшен, сви су сазнали да му је Завиша брат. Нада и даље остаје при мишљењу да уништи своју породицу. У жељи да спаси сина из затвора, Тића Лењин прети Нади. С друге стране, у полицијској станици све тече по плану, који је Никша претходно смислио са тужиоцем. Вукашин не може ни да наслути да тужилац заправо није "њихов човек". |              |                                                                           |                               |                 |                      |
| 459 | 38           | Донка и Барбарин отац имају историју                                      | Милан Коњевић и Душан Поповић | Жарко Јокановић | 29. март 2022.       |
| Након што је Барбара признала Ади да је ипак родила Алексино дете, и да га је дала на усвајање, Ада не одустаје да продађе свог унука, као и да испита да ли је истина све што је рекла Барбара. Тића је постао највећи Надин непријатељ, због чега одлучује да и њега пријави полицији. Василиса предлаже Никши да је запосли на телевизији, убеђујући га да је талентована и да треба да да свој лични печат. Бароница Донка среће Барбару у бизнис клубу и пита је за њеног оца. Барбара јој ставља до знања да зна за њену романсу са њеним оцем. |              |                                                                           |                               |                 |                      |
| 460 | 39           | Наш ујак је у тебе заљубљен је л желиш да нам будеш ујна                  | Милан Коњевић и Душан Поповић | Жарко Јокановић | 30. март 2022.       |
| Тића признаје Панчети да је, на почетку забављања са Драгицом, чуо од њене породице да је она неколико година раније родила дете. Часлав је дошао код Луке у собу како би му саопштио вести о Уни. Лука бурно реагује и не жели више никада да чује то име. Спреман је на разноразне глупости, због чега Алекса зове Аду у помоћ. Софија је имала још један напад и то пред Матијом и Милом на састанку, када их је оптужила да су љубавници. Олегови сестрићи су срели Милу и Алексу и пред њима рекли да је Олег заљубљен у Милу и питали је да им буде ујна. Алекса није могао да сакрије разочарење... |              |                                                                           |                               |                 |                      |
| 461 | 40           | Ново лице Никшине телевизије је Барбара                                   | Милан Коњевић и Душан Поповић | Жарко Јокановић | 31. март 2022.       |
| Чим је Милевица Танкосић дошла у фирму, Олегови сестрићи су се предомислили и рекли да је Олег ипак заљубљен у њу. Хана се састаје у кафићу са Уном и саопштава јој да Луку зна са факултета и да зна да је прави женскарош. С друге стране, Лука не одустаје од Уне и не прихвата њено не. Завиша је жив и Ритер га тренутно крије од свих. Поред Завише, Никша има још планова којима ће да загорча живот Каначких. Ново лице његове телевизије је Барбара, бивша Алексина девојка. |              |                                                                           |                               |                 |                      |
| 462 | 41           | Ада добија Унин досије О Боже                                             | Милан Коњевић и Душан Поповић | Жарко Јокановић | 1. април 2022.       |
| Нада је раскринкана! Ада и Вукашин су увидели да је спремна на све, али су исто тако свесни да не може сама и да иза ње стоји Никша Корлат. Коначно се открива Донкина веза са полицијом. Након што је Вукашин посумњао да се Страхињи смешта, директор полиције је одлучио да се консултује са својим човеком, а то је ни мање ни више него Донка! И док Лука унајмљује приватног детектива, Хана наставља да крчи пут ка њему, па тако тера малог Алексу да је ословљава са "мама". Лука и Алекса, смркнути, појављују се на Тићиним вратима и сви одмах мисле да се Страхињи нешто догодило. Ада се коначно среће на кафи са Зврком, када од Вукашина добија њен досије, остаје запрепашћена оним што види... |              |                                                                           |                               |                 |                      |
| 463 | 42           | Никад ти нећу дати развод никад                                           | Милан Коњевић и Душан Поповић | Жарко Јокановић | 4. април 2022.       |
| Док је Нада пила кафу са Никшом, у кафић је упао Завиша и оптужио их да су њих двоје наручили његову отмицу. Свему томе присуствовала је и Мила, која је касније Наду оптужила да је одувек хтела Алексу и све оно што је њено. Ада је признала Уни да ју је позвала на ручак како би причале о Луки, али након што је прочитала њен досије, предомислила се. Тајна коју Уна крије јесте вероватно њен брак са Завишом, који јој никада неће дати развод... Никша планира да мутне послове обавља у магацину Кан холдинга. Тића је признао Страхињи оно што је и сам давно хтео да заборави. Истина је да је Драгица родила дете пре него што је њега упознала и вероватно је то управо Завиша. Нова љубав је на помолу. Страхиња позива Ленку на вечеру у знак захвалности... |              |                                                                           |                               |                 |                      |
| 464 | 43           | Нада прихвата Никшино удварање                                            | Милан Коњевић и Душан Поповић | Жарко Јокановић | 5. април 2022.       |
| Сви су сазнали Унину прошлост и то да јој Завиша не даје развод. Уцењује је и држи у шаци, као и њену болесну мајку, док Уна покушава да је заштити. Пошто су установили да Уна није безбедна по околину, Вукашин предлаже да јој се да отказ у вртићу, како би се њихови унуци заштитили од потенцијалне опасности. Нада се састаје на романтичној вечери са Никшом, узвраћа на његове комплименте и прихвата удварање. У исти ресторан стижу и Страхиња и Ленка. Изгледа да су Завиша и доктор Урошевић блиски пријатељи, јер заједно кују план како да преотму богатство Каначких. Уну другарице затичу онесвешћену у стану... |              |                                                                           |                               |                 |                      |
| 465 | 44           | Завиша тера Уну да се уда за Луку како би му одузела богатство            | Милан Коњевић и Душан Поповић | Жарко Јокановић | 6. април 2022.       |
| Завиша врши притисак на доктора Урошевића да му помогне да се докопају богатства Каначких, и то уз помоћ његове пацијенткиње Софије Шубаревић. Док Нада завршава у кревету са Никшом, љубавни клупко између Страхиње и Ленке се полако обмотава. Лука коначно затиче Хану у вртићу. Окривљује је да је психопата, питајући је шта она то ради са његовим сином. Докторка Милеуснић долази на врата Каначки и саопштава Матији да има злоћудни тумор на мозгу. Завиша предлаже Уни да се уда за Луку, како би му узела сав новац и дала Завиши. Такође, подсећа је да она никада неће да се оствари у улози мајке, због чега је дошао на идеју да Лукино дете роди Унина сестра, како би имали адекватан начин да му узму сав новац... |              |                                                                           |                               |                 |                      |
| 466 | 45           | Идеш кад мене будеш сахранио                                              | Милан Коњевић и Душан Поповић | Жарко Јокановић | 7. април 2022.       |
| Након што је сазнао да има злоћудни тумор, Матија је одлучио да се повуче са посла, због чега све контакте које има са Никшином фирмом преусмерава на Аду. Нада је упознала три кључне жене из Никшиног приватног и пословног живота, са њима села за сто и самим тим постала део свих његових мутних послова. Чим је чуо да је тетка Лила умешана у Ханин долазак у вртић, одлучио је да је избаци из куће. Матија саопштава Софији да иде у Лондон на лечење, али она прети да ће се убити ако је напусти... |              |                                                                           |                               |                 |                      |
| 467 | 46           | Да ли би убио некога за мене                                              | Милан Коњевић и Душан Поповић | Жарко Јокановић | 8. април 2022.       |
| Жељна сопственог успеха, Милевица Танкосић је почела да ради за Никшу. Тако му је одала информацију из полиције да је на мети испитивања његов први човек - Љуштура, као и да у свом тиму има кртицу. Доктор Урошевић посећује психотерапеуткињу Сару Бергер и одаје јој Завишин план. Треба му савет како да га спречи да отме богатство Каначких и науди им. Жустру свађу Луке и тетка Лиле прекида Ада, саопштавајући им да Матија умире и да немају времена за губљење. Страхиња признаје оцу и Панчети да је Ленку позвао на вечеру и да је у ресторану затекао Наду на љубавном састанку са Никшом. Маринко не одустаје од освете Вишњином убици, па тако од Ритера наручује убиство... |              |                                                                           |                               |                 |                      |
| 468 | 47           | Све знам                                                                  | Милан Коњевић и Душан Поповић | Жарко Јокановић | 11. април 2022.      |
| Маринко је позвао Ритера јер је желео да га унајми за убиство свог оца, али полиција га је предухитрила. Привела је Маринкиног оца, јер имају доказе да је он убио Вишњу. Матија одлази у Лондон на операцију, а са њим одлази и Максим. Страхиња опет позива Ленку на састанак. Часлав напушта дом Каначких и одлази на село, али Лила не жели да поверује у то. На вратима вртића појављује се Лука и саопштава Уну да зна истину... |              |                                                                           |                               |                 |                      |
| 469 | 48           | Матија оставља Софији опроштајно писмо                                    | Милан Коњевић и Душан Поповић | Жарко Јокановић | 12. април 2022.      |
| Иако је мислио да све зна, Лука се преварио. Све о Униној прошлости са Завишом испричао му је Олег. Ада се поздравља са Матијом на емотиван начин. Једно другом су обећали да ће он њој вратити играчку аутомобила, док она њему чува стари породични сат. И Софија се са Матијом поздравља врло дирљивим речима, обећавши му да сада има разлог да живи, како би он оздравио и дочекао њихову бебу. Матија је одржао реч и снимио опроштајно писмо посвећено Софији, у случају да операција у Лондону не успе. Унина другарица затиче Завишу у Сариној ординацији... |              |                                                                           |                               |                 |                      |
| 470 | 49           | Страхиња има предлог за Завишу                                            | Милан Коњевић и Душан Поповић | Жарко Јокановић | 13. април 2022.      |
| Откако је Матија отишао у Лондон, Софија избегава да одлази на посао у Кан Холдинг, убеђена да ће јоj се сви смејати. Панчета је фотографисала Наду јер жели да јој се освети. С друге стране, Нада је и даље са Никшом у вези, али сада наилази на неслагањем. Почиње да јој смета што је ословљава са "Милка", па од њега захтева шта му објашњава. Страхиња планира да позове Завишу на вечеру како би се боље упознали. Браћа су, а изгледа да Страхиња за њега има један предлог. Завиша је отишао на Софијина врата, али Брзутка му забрањује да је види... |              |                                                                           |                               |                 |                      |
| 471 | 50           | Ритер Никши Имам нешто компромитујуће о вама држим вас у шаци             | Милан Коњевић и Душан Поповић | Жарко Јокановић | 14. април 2022.      |
| Страхиња трага за Завишом, јер жели да га замоли да сведочи на суду против Наде, описујући је као неподобну мајку. Његов циљ је да добије потпуно старатељство над Ружом. Лука наставља сарадњу са приватним детективом, па му доноси још детаља из Униног живота. Чини му се да је све ближи њеној тајни. Вукашин саопштава Ади да ју је Никша слагао. Пронађена је заједничка фотографија Никше и Адиног брата Далибора, а на истој се налази и Милка. Милка је иначе Олегова мајка, која има историју у Никшиној компанији. Ритер и Никша се коначно срећу. Ритер има нешто компромитујуће о Никши, чиме га држи у шаци... |              |                                                                           |                               |                 |                      |
| 472 | 51           | Барбара љуби Алексу у јавности                                            | Милан Коњевић и Душан Поповић | Жарко Јокановић | 15. април 2022.      |
| Јасна већ данима не може да спава. Чува тајну коју је скоро чула у кући Каначких и сада је време да је коначно подели са Адом. Барбара затиче Алексу у бизнис клубу и почиње да га грли и љуби. Глумећи његову девојку, спроводи план да му потпуно разори брак, а важно је питање ко их је видео заједно у јавности. Часлав посећује Никшу и моли га за финансијску помоћ. "Отишао си у Америку", тим речима се Ада јавила на телефон, потпуно изненађена и бесна што се та информација крила од ње... |              |                                                                           |                               |                 |                      |
| 473 | 52           | Мила сазнаје за Барбару Буху                                              | Милан Коњевић и Душан Поповић | Жарко Јокановић | 18. април 2022.      |
| Часлав одлази у Америку код ћерке Уне. Иван сумња да Часлав и Уна од самог почетка имају тајни договор како би напакостили Луки. Олга упада код Алексе у канцеларију и напада га због непознате жене која га је љубила у бизнис клубу. Ни она ни Мила, која све то слуша, не знају ко је чувена Барбара Буха. Алекса је покушао да се оправда Мили и све јој објасни, али она није хтела да слуша. Ни Нади се Барбара не допада, иако су тренутно на истој страни. Нада улази у Барбарину канцеларију и удара јој шамар. Сара износи своје стручно мишљење о Завиши и говори доктору Урошевићу да је он нарцисоидни психопата спреман да убије. Инспектор Цоле саопштава Ади да је Чаславов пут у Америку организовао и финансирао Никша и то даје нову димензију Чаславовог односа према породици Каначки... |              |                                                                           |                               |                 |                      |
| 474 | 53           | Мила и Барбара очи у очи                                                  | Милан Коњевић и Душан Поповић | Жарко Јокановић | 19. април 2022.      |
| Никша долази у Кан Холдинг у посету Ади Каначки, али је успут поделио своју визит карту Добрици и напоменуо му да му се јави, ако је расположен за нове пословне изазове. Све то је видела Милевица Танкосић, која планира да побегне из земље, јер јој прети управо Никша. Василиса има озбиљан план да уклони Наду из Никшиног живота, а то ће учинити уз помоћ Љуштурице, Никшине десне руке. За почетак, планирају да јој сместе неку сплетку. Софија стиже код Аде и саопштава јој да ће Матија умрети. Уплакану Милу теше Катарина и Јелена, док јој на врата куца ни мање ни више него Барбара Буха, која је дошла да јој предочи истину о њеном односу са Алексом... |              |                                                                           |                               |                 |                      |
| 475 | 54           | Уна обесхрабрена Дина је Лукина ћерка                                     | Милан Коњевић и Душан Поповић | Жарко Јокановић | 20. април 2022.      |
| Мила одлази код Аде да јој појасни све у вези са Барбаром и Алексом. Уверава је да је њихова љубав далека прошлост. Међутим, Ада је Мили прећутала да је Барбара родила Алексино дете, а ту информацију је чула Лила, док је прислушкивала иза врата. Мила опрашта Алексу, ког затиче у алкохолисаном стању. Докторка стиже код Аде и саопштава јој лоше вести о Матијином здравственом стању. Још једна истина излази на видело. Уна је сазнала да је Лука био и са Жаклином и да је Дина његова ћерка... |              |                                                                           |                               |                 |                      |
| 476 | 55           | Нада врло брзо упознаје Никшину агресивну страну                          | Милан Коњевић и Душан Поповић | Жарко Јокановић | 21. април 2022.      |
| Алекса прети Барбари да нестане из земље и да се врати у Лондон, међутим она му саопштава нешто што ће га заинтригирати. Ленка и Страхиња продубљују однос, па му она признаје да је имала трауматично детињство, јер је дете разведених родитеља. Нада врло брзо упознаје Никшину агресивну страну. Он почиње да јој наређује и искоришћава, упркос њеном супротстављању. Василиса издаје први задатак познанику који треба да заврши у кревету са Надом, како би је коначно истерали из Никшиног живота. Лука добија Унин здравствени картон са гинекологије и тада открива све о њеној прошлости... |              |                                                                           |                               |                 |                      |
| 477 | 56           | Лука је убио Завишу                                                       | Милан Коњевић и Душан Поповић | Жарко Јокановић | 22. април 2022.      |
| Пошто је Лила сазнала да је Барбара родила Алексино дете, Ада је моли да то никоме не говори, иначе са њом више неће разговарати. Лука сазнаје да је Уни извађена материца и да она никада неће моћи да има дете. Одлази код ње и тамо затиче Завишу, који га вербално провоцира. Не може да се контролише и између њих двојице долази до физичког обрачуна. Завиша пада на под, остављајући крваве трагове по поду, због чега је Уна сигурна да је мртав. Василиса успева да Нади намести 'бизнисмена', који завршава са њом на вечери. Нада, очајна и жељна успеха, олако верује непознатом мушкарцу, чије друштво прихвата уз флашу шампањца, ни не слутећи да је све то замка... |              |                                                                           |                               |                 |                      |
| 478 | 57           | Лука завршава у притвору                                                  | Милан Коњевић и Душан Поповић | Жарко Јокановић | 25. април 2022.      |
| Тетка Лила моли Јасну да прислушкује Ивана, јер нема поверења у њега. Настао је проблем, и Алекса је, заједно са Дебељком, отишао до Вукашина. То ствара конфузију Мили и Јелени, које мисле да су њих двојица отишли у швалерацију. Проблем је заправо то што је Лука завршио у притвору. Иако је докторка Милеуснић мислила да је операцију мозга ипак немогуће извести, Матија је ипак хитно оперисан. Завршава у коми... |              |                                                                           |                               |                 |                      |
| 479 | 58           | Између Страхиње и Ленке пада први пољубац                                 | Милан Коњевић и Душан Поповић | Жарко Јокановић | 26. април 2022.      |
| Иван трага за Завишом, јер има план да га натера да се разведе од Уне. Алекса је био у праву када је рекао Луки да се мане приватног детектива, јер он није сигуран. Испоставило се да је то истина, јер је детектив Никшин човек, који по шефовим инструкцијама сада има задатак да Луки 'затрује мозак', како би га одвојили од породице. Олег долази код Уне и јада јој се да има лоше вести о својој сестри. Између Ленке и Страхиње пашће први пољубац. Добрица и Барбара се налазе на пићу, када га она заводи, како би од њега направила саучесника. Олег ће још једном помоћи Луки да се састане са Уном... |              |                                                                           |                               |                 |                      |
| 480 | 59           | Страхиња не може да ми пружи оно што Никша може                           | Милан Коњевић и Душан Поповић | Жарко Јокановић | 27. април 2022.      |
| Нада се жали Жаклини да се никада неће вратити Страхињи, јер јој он не може обезбедити колико Никша може. Уна отвара карте пред Луком и саопштава му да не може да бира између љубави према њему и својој мајци. У фирми круже приче за које је наводно крива Гала. Пошто се оне тичу Алексе Каначког, она долази код њега у канцеларију и извињава му се. Софијин фотограф је стално подсећа да мора бити храбра због Матије ком је то и обећала, а о његовом тренутном здравственом стању стижу нове информације које доноси докторка Милеуснић. Она долази код Аде и саопштава јој да је стање какво су и очекивали... |              |                                                                           |                               |                 |                      |
| 481 | 60           | Нада у Никшином телефону налази сумњиву фотографију                       | Милан Коњевић и Душан Поповић | Жарко Јокановић | 28. април 2022.      |
| Клаудија среће Олега у бизнис клубу и покушава да га наведе да јој прича о својој мајци Милки. Међутим, Олег одбија да прича о томе са непознатим људима. Василиса даје нова упутства мушкарцу који треба да заведе Наду, терајући је тако из Никшиног живота. Нада долази у посету Никши и у његовом телефону налази фотографију са женом, која много подсећа на њу. Панчета захтева од Маријане да јој пружи шансу на телевизији. Тетка Лила саопштава Мили да јој је жао због свега што се десило између Алексе и Барбаре, као и свега што се тренутно дешава, што Мили отвара сумњу да има нешто што она ипак не зна. Ада сазнаје да ју је Барбара слагала и да није родила дечака, већ девојчицу... |              |                                                                           |                               |                 |                      |
| 482 | 61           | Мила изневерена и тужна                                                   | Милан Коњевић и Душан Поповић | Жарко Јокановић | 29. април 2022.      |
| После разговора са тетка Лилом, Мила шета улицама потпуно изневерена, шокирана и тужна што је Алекса крио од ње да има дете са Барбаром. Добрица признаје Вукашину да се видео са Барбаром која је од њега захтевала да постане њен кртица у Кан холдингу. Барбарин отац има историју са Донком, која му је и дан-данас врло важна особа у животу. Барбара за то неће ни да чује, иако је можда свесна да тако може наудити оцу. Ада захтева од Вукашина да што пре пронађе њену унуку, Барбарину ћерку, али Вукашин ју је и овај пут предухитрио... |              |                                                                           |                               |                 |                      |
| 483 | 62           | Барбара има план како да Алекси уништи живот                              | Милан Коњевић и Душан Поповић | Жарко Јокановић | 2. мај 2022.         |
| Алекса је схватио да Мила нешто крије, јер је дистанцирана и хладна. Пошто је Лили дала реч да никоме неће рећи Барбарину и Алексину тајну, одлучује да му ипак ништа не каже. Та тајна исто мори и Аду, која жели да заједно са Иваном нешто предузме, како би сачували Алексин и Милин брак. Мила долази код Луке на факултет и моли га за помоћ. Барбара већ кује план како Алекси да загорча живот и очекује да јој Сара Бергер помогне у томе. Управо на њена врата, у терапеутску ординацију, долази Мила на сеансу. Софија има проблема са визом приликом одласка у Лондон, због чега јој Завиша прискаче у помоћ. Ритер обавља још један разговор са Љуштуром, опет га опомињући, да се ни он ни Никша не играју са њим, јер лако може да Ади 'откуца' да је Никша убио Далибора. |              |                                                                           |                               |                 |                      |
| 484 | 63           | Алекса мора Мили да каже да има ћерку са Барбаром                         | Милан Коњевић и Душан Поповић | Жарко Јокановић | 3. мај 2022.         |
| Барбара предлаже Сари да заведе или Алексу или Луку, али само под условом да она то пожели. Мила је на ивици да Катарини призна све што јој је тетка Лила рекла, али се плаши за њен живот. Василиса хоће да се нађе са Завишом. Ада саопштава Алекси да му је Барбара ипак родила ћерку, не сина, као што је у почетку рекла. Лука је сазнао да Алекса има и ћерку, и то са Барбаром, и условљава га да све призна Мили што пре. Иако се труде да никоме не кажу, Страхињин и Ленкин пољубац видела је Силвана, једна од највећих трачара у фирми. Ритер долази код Аде и саопштава јој да ће јој открити ко је убио њеног брата Далибора, али има један услов... |              |                                                                           |                               |                 |                      |
| 485 | 64           | Ади се нешто лоше дешава                                                  | Милан Коњевић и Душан Поповић | Жарко Јокановић | 4. мај 2022.         |
| Иако је Алекса можда помишљао да каже Мили истину, она га је предухитрила. Нада креће у потрагу за Милком и пита Донку да јој каже све што зна. Међутим, наилази на зид јер Донка неће да прода информације без своје користи у свему томе. Лука није тако наиван, па је тако одмах показао зубе пред Барбаром, бацивши јој опаску да је он стриц њеној и Алексиној ћерки, томе стављајући до знања да све зна. Катарина је такође преузела иницијативу да се распита о Барбари, не би ли помогла Мили, па је зато Катарина питала Вида и Жаклину да ли знају нешто више о њој. Барбара криви Сару да је рекла Луки за своју и Алексину ћерку, али не слути да ту информацију открио заправо Вукашин. Барбара објављује рат својој досадашњој саучесници Сари. Ади се нешто лоше дешава... |              |                                                                           |                               |                 |                      |
| 486 | 65           | Ада ће преузети кривицу                                                   | Милан Коњевић и Душан Поповић | Жарко Јокановић | 5. мај 2022.         |
| Добрица зове Вукашина у помоћ, јер Силвана хоће да бије Барбару, због неког момка. Мила је коначно признала Катарини да зна за Алексину и Барбарину ћерку, и рекла јој да има план. Катарина наслућује да хоће развод, и убеђује је да то ипак не уради. Ада жели да преузме кривицу на себе, како би испало да је она крива због Алексине и Барбарине ћерке. Сматра да једино тако Мила може да опрости Алекси. Донка и Олга се састају у бизнис клубу и Донка је моли да помогне свом сину Алекси, али Олга очигледно не зна за његово ванбрачно дете са Барбаром. Панчета ће очигледно постати телевизијска звезда, јер Ада има план за њену каријеру. Уна је чула Лукин разговор са једном женском особом и оно што је чула, нимало јој није пријало... |              |                                                                           |                               |                 |                      |
| 487 | 66           | Барбара нуди помоћ Софији али то има цену                                 | Милан Коњевић и Душан Поповић | Жарко Јокановић | 6. мај 2022.         |
| Уна је тужна јер мисли да је Лука вара са Барбаром и то саопштава Олегу. Она ни не слути да је то само игра коју заједно играју браћа Каначки како би Барбару сатерали у ћошак. Мила долази код Аде и сазнаје да је она крива за све. Лука је направио план у вези са Барбаром, и упућује Алексу у будућа дешавања. Страхиња тражи услугу од Завише, и спреман је да плати за то. Завиша наравно, жељан новца, пристаје на све. Софија и Барбара се срећу. Барбара јој обећава да ће јој средити визу за Британију како би отишла код Матије, али уз одређене услове. Да ли ће Софија пристати на њих и поново постати негативац? |              |                                                                           |                               |                 |                      |
| 488 | 67           | Ја желим да пронађем то дете                                              | Милан Коњевић и Душан Поповић | Жарко Јокановић | 9. мај 2022.         |
| Василисин човек наставља да се удвара Нади и овога пута јој поклања дијаманте. Судећи по њеном погледу, она није остала равнодушна. Жаклина сазнаје од Цолета да се Милевица сакрила негде ван земље, далеко од моћног човека и прилично велике невоље. Тића се састаје са Завишом и саопштава му ко му је отац. Мила уплакана и сломљена ипак жели да пронађе Барбарино и Алексино дете. Гала користи прилику да се сада приближи Алекси и деректно флертује са њим... |              |                                                                           |                               |                 |                      |
| 489 | 68           | Хоћу своју децу натраг                                                    | Милан Коњевић и Душан Поповић | Жарко Јокановић | 10. мај 2022.        |
| Док фирма бруји о Алекси и Барбари, васпитачица Уна мисли да је заправо Лука отац Барбариног детета. Мила је привремено избацила Алексу из куће, због чега он борави код мајке Аде. И не само то, цео град мисли да је Алекса завршио у Галином кревету, а на сличан сценарио Јелена упозорава Милу. Пред Олегом се појављује његова сестра, која жели своју децу натраг... |              |                                                                           |                               |                 |                      |
| 490 | 69           | Да ми је неко рекао да ћу сарађивати са Адом Каначки не бих му веровао    | Милан Коњевић и Душан Поповић | Жарко Јокановић | 11. мај 2022.        |
| Олегова сестра је изашла из затвора и одмах долази у посету брату у Кан холдинг. Тражи своју децу натраг, а он то нипошто не дозвољава. Ирма није сама дошла на ту идеју, иза ње стоји Никша. Вукашин и Цоле крећу у акцију разоткривања Барбариног оца, који заправо стоји иза освете Ади и породици Каначки. Тетка Лила и Панчета се удружују и у бизнис клубу прислушкује Барбару. Она то схвата и прави хаос и разоткрива их. Мила разговара са Олгом и признаје јој у поверењу да њу не занима Барбара, већ да нађе то дете. Нико није могао да очекује да ће се Ритер приклонити Ади и почети да ради за њу... |              |                                                                           |                               |                 |                      |
| 491 | 70           | Алекса пада као покошен                                                   | Милан Коњевић и Душан Поповић | Жарко Јокановић | 12. мај 2022.        |
| Због индиција да ће Ритер покушати да се освети Јасни због издаје, Вукашин издаје јасна наређења Маринку. Када види Зврка и Луку у загрљају, Барбара ће добити порив да направи ново зло, а Лука ће још једном бити у гадном проблему. У разговору са Адом, Олга открива план који ће јој помоћи да од Барбаре сазна где је Алексино и њено дете. После жестоке свађе са Милом, Алекса пада на под као покошен, док Мила у паници позива помоћ... |              |                                                                           |                               |                 |                      |
| 492 | 71           | Седи доле                                                                 | Милан Коњевић и Душан Поповић | Жарко Јокановић | 13. мај 2022.        |
| Мила је забринута због Алексиног здравственог стања, али је он уверава да је све у најбољем реду и да му је само важна њена љубав. Због Ирминог повратка, Олег не зна шта да ради. Очајан је, јер сестра жели да му узме децу. Препредени Завиша се још једном појављује на Звркиним вратима и спреман је на нову ујдурму. Мила одлучује да се суочи са непријатељем... |              |                                                                           |                               |                 |                      |
| 493 | 72           | Завиши ће пресести ручак када угледа њега                                 | Милан Коњевић и Душан Поповић | Жарко Јокановић | 16. мај 2022.        |
| Алекси није јасно због чега се Олегова сестра баш сад појавила и жели да му узме децу, али Олег зна - хоће да их уновчи и спремна је на све како би могла да обезбеди новац за куповину наркотика. Ада даје инструкције Јасни - не сме да испушта Лилу из вида чак ни ноћу. Мисли да се поново заиграла и да може да нанесе велику штету породици. Завиши ће пресести ручак када над собом угледа Вукашинову сенку... |              |                                                                           |                               |                 |                      |
| 494 | 73           | Никшу опкољава полиција                                                   | Милан Коњевић и Душан Поповић | Жарко Јокановић | 17. мај 2022.        |
| Никша врло јасно ставља до знања свом сараднику шта ће се догодити уколико нешто пође по злу са пошиљком. Једнако отворено, Ритер на улици прети уплашеној Јасни. Барбара даје упутства Софији, а Ханина болесна фасцинација Луком прелази на нови ниво. Полиција опкољава Никшу, који моментално потеже пиштољ... |              |                                                                           |                               |                 |                      |
| 495 | 74           | Никша бесни                                                               | Милан Коњевић и Душан Поповић | Жарко Јокановић | 18. мај 2022.        |
| Ада врло јасно ставља Вукашину до знања да јој је безбедност људи до којих јој је стало најбитнија и зато тражи од њега да учини све да породица Каначки не прође још једном медијски линч и голготу. Барбара има нову мету за обрачунавање. Завиша се састаје са Страхињом и саопштава му свој захтев, а Никша добија напад љубоморе када на Надиној руци угледа њему непознат прстен. Док разговара са Адом, Софији постаје лоше... |              |                                                                           |                               |                 |                      |
| 496 | 75           | Тај монструм је спреман да науди вашој породици                           | Милан Коњевић и Душан Поповић | Жарко Јокановић | 19. мај 2022.        |
| Страхиња има план како да добије старатељство и заштити ћерку, због чега се састоји са Надом. Она бесна и љубоморна, ставља му до знања да зна за његову везу са Ленком. Софија је испунила први задатак који јој је задала Барбара, сада чека даља упутства. Након што је Маријана сазнала да им неко упорно не да дозволу за рад телевизије, Маријани постаје јасно о коме је реч. Доктор Урошевић долази у дом Каначких као Олгина пратња и на вечери Ади и Ивану саопштава да је монструм спреман да науди њиховој породици. Лука насрће на Завишу, док Уна дозива Страхињу у помоћ... |              |                                                                           |                               |                 |                      |
| 497 | 76           | Нада пустила крила                                                        | Милан Коњевић и Душан Поповић | Жарко Јокановић | 20. мај 2022.        |
| Никшина секретарица Теа се састала са Маринком и признаје му да је Клаудија умешала прсте око дозволе за рад Адине телевизије. Уна криви Луку да ће довести до смрти њене мајке, док он покушава да је смири, како би заједно нашли решење. Међутим, Уна планира да побегне и од Луке и од Завише. Ади стиже позив од др Милеуснић и нове информације о Матијином стању. Испред врата је чека изненађење. Софија наставља да ради по Барбарином плану. Ставља бубицу и у Алексину канцеларију, али прави малу грешку, јер је затиче Добрица. Нада добија нервни слом у кревету са Никшом. Напада га... |              |                                                                           |                               |                 |                      |
| 498 | 77           | То дете се неће родити                                                    | Милан Коњевић и Душан Поповић | Жарко Јокановић | 23. мај 2022.        |
| Нада и Никша су се посвађали и њен нови удварач креће у акцију да је скроз освоји. Лука тражи адресу Унине мајке како би успоставио комуникацију са њом и заштитио је. Сматра да је то једини начин да се избори за своју и Унину љубав. Олегова сестра се састаје са Донком стављајући јој до знања шта је разлог зашто се вратила у њихове животе. Барбара је сазнала да Мила и Алекса чекају друго дете и хистерично прети да то дете не сме да се роди. У моментима њених бесних излива долази Иван који жели да се обрачуна са њом. Софија следи Барбарина упутства па тако одлази код Алексе и поставља бубицу за прислушкивање... |              |                                                                           |                               |                 |                      |
| 499 | 78           | Ако ме будеш изневерила убићу те                                          | Милан Коњевић и Душан Поповић | Жарко Јокановић | 24. мај 2022.        |
| Тетка Лила и Панчета имају план како да Барбари припрете "мушки" или да је јавно осрамоте. Др Урошевић обећава Олги да ће држати Завишу под контролом, како не би могао да науди њеном сину Луки. Маријана саопштава Вукашину да је знала да је Никша Корлат власник конкурентске телевизије. Никша је такође умешао прсте у Ирмин повратак из затвора, па је због тога дошао Олег код њега да се обрачунају. Прва свађа Софије и Барбаре. "Добре саучеснице" лако могу постати непријатељи, зато што Софија сумња да Барбара неће испунити обећање. Због тога, прети јој убиством. Страхиња се налази са човеком који је познавао његову мајку Драгињу, и који зна ко је Завишин отац. Као по договору, Завиша ће од Страхиње добити име човека које дуго чека. Неко непожељан куца на врата Каначких... |              |                                                                           |                               |                 |                      |
| 500 | 79           | Часлав има задатак да у вилу Каначких постави бомбу                       | Милан Коњевић и Душан Поповић | Жарко Јокановић | 25. мај 2022.        |
| Часлав се вратио и Ада му одмах ставља до знања да му никад неће дозволити да се приближи Луки. Можда она зна да је Часлав Никшин човек, али не зна да се из Америке вратио да би донео нове информације о ћерки и у кућу Каначких поставио бомбу. Матија се полако опоравља и моли Софију преко телефона да се чува. Изгледа да је Никша направио грешку и тако се открио полицији. Инспектор Цоле одлучује да заврши са Никшом и коначно га ухапси. У вилу Каначких стиже једна непозната жена... |              |                                                                           |                               |                 |                      |
| 501 | 80           | Гвозденија се шуња у Иванову и Адину спаваћу собу                         | Милан Коњевић и Душан Поповић | Жарко Јокановић | 26. мај 2022.        |
| Вид и Жаклина сваким даном имају све више проблема. Проблеми се настављају и у односу Маријане према Донки, која јој прети. Лилина тетка, грофица Гвозденија Караматијевић, упознаје Ивана Ожеговића и детаљније се распитује о њему, а Ади је одмах јасно да је грофица "бацила око" на њеног мужа. Гвозденија није дошла у посету тетка Лили, већ је са четири кофера одлучила да остане на дуже. Лука моли Уну да поступи мимо својих исправних погледа на свет, а Уна схвата да треба да учини нешто нечасно. Страхиња предаје Завиши дугоочекивану коверту у којој пише име његовог оца. Завиша је испунио обећање дато Страхињи. Тетица Гвозденија улази у Иванову и Адину собу усред ноћи и наговара Ивана на нешто што он од ње није очекивао... |              |                                                                           |                               |                 |                      |
| 502 | 81           | Уместо шешира Гвозденија у кутијама крије базу за прислушкиваче           | Милан Коњевић и Душан Поповић | Жарко Јокановић | 27. мај 2022.        |
| Завиша затиче празну коверту и луди јер и даље не зна име свог оца. Страхиња га зове телефоном и забринут је што му се не јавља. Часлав стиже код Никше у канцеларију, а с друге стране Ада планира да исели тетицу Гвозденију. Међутим, тетка Лила је оштро осуђује и саопштава да ће, ако то учини, и она напустити вилу Каначких. И Вукашину је Гвозденија сумњива, па тако мисли да су њене кутије са шеширима заправо базе за прислушкиваче. Барбара затиче Алексу и Милу на пићу у бизнис клубу. Мила је позива да им се придружи, а у Барбари се само захуктава бес. Ирма стиже на Адина врата... |              |                                                                           |                               |                 |                      |
| 503 | 82           | Вукашин доноси истину о Барбарином детету                                 | Милан Коњевић и Душан Поповић | Жарко Јокановић | 30. мај 2022.        |
| Вукашин ставља Чаславу до знања да зна да се видео са Никшом. Чаславу нимало није пријало што га прате. Ирма покушава да уђе у вилу Каначких, али јој тетка Лила не да и прети јој полицијом. Иза Џодиног пословног предлога о дијамантима стоји заправо Маријана, која жели да Донку "ухвати на делу". Лила прислушкује Часлава и његов разговор са Никшом и оно што чује јој се никако не допада. Никша се састаје са Барбаром и сав бес искаљује на њој. Његови планови се не развијају баш онако како је планирао. Викашин има информације о Барбарином и Алексином детету и то се никоме неће допасти... |              |                                                                           |                               |                 |                      |
| 504 | 83           | Хајде да убијемо Барбару                                                  | Милан Коњевић и Душан Поповић | Жарко Јокановић | 31. мај 2022.        |
| Лука обавештава мадам Дени да планира да прави документарац о њој. У почетку је одушевљена, али када чује да ће се у дипломском раду причати и о Милетовој баби, мадам Дени почиње да "луди". По узору на мадам Дени, настаје и мадам Панчи. Панчета стиже у Кан Холдинг елегантно обучена. Тетка Лила је пред свима за доручком рекла Чаславу да покупи своје ствари и да одлази из куће. Ада жели да ублажи ситуацију и одврати је од такве одлуке, али Лила јасно истиче да је реч о издаји. Никша испитује Наду и почиње да сумња да има некога. У његовој канцеларији затиче непознатог госта. Софија има "фикс" идеју и саопштава је свом фотографу Немањи. Она хоће да убије Барбару и спремила је план... |              |                                                                           |                               |                 |                      |
| 505 | 84           | Ада у својој канцеларији среће непожељног госта                           | Милан Коњевић и Душан Поповић | Жарко Јокановић | 1. јун 2022.         |
| Страхиња се и даље пита шта је писало на том папиру. Ко је Завишин отац и на шта је све он спреман, јер се за све његове одлуке, осећа одговорним. Међутим, Завиша је полако почео да прилази Никши, са посебним, луцидним планом. Дошавши у његову канцеларију, Завиша саопштио да је његов син. Та вест је у Никшином окружењу одјекнула као "бомба". Гала посећује Алексу у канцеларији и ставља му до знања да га разуме. Предочава му његову тренутну ситуацију - Мила је целог дана са малим дететом, у другом стању је и бори се са мучнинама, а Алекса има своје потребе. Ове Галине речи су га подстакле на размишљање. Нада и Страхиња опет долазе у сукоб. Нада вређа његову породицу и прети му да никада неће видети Ружу. Софијин пријатељ и фотограф Немања среће Барбару на сред улице у тражи од ње да поразговарају. Ада у својој канцеларији среће непожељног госта...                                                                                    |              |                                                                           |                               |                 |                      |
| 506 | 85           | Завиша жели ДНК тест али Никша се бори са још једном сумњом               | Милан Коњевић и Душан Поповић | Жарко Јокановић | 2. јун 2022.         |
| Лука саопштава Жаклини да не може да се контролише да не прилази Дини, иако је давно обећао. Завиша планира да уради ДНК тест и резултате објави свима, поготово Нади. Никша је сигуран да ће ДНК тест све разрешити, али га Василиса обесхрабрује говорећи му да се и то данас може лажирати. Сад кад је Завиша богат, Јелена мисли да ће му се Нада вратити. И Панчету "копка" богати Завиша и посебно се радује што ће сада захваљујући томе, моћи да парира породици Каначки по богатству. Завиша упада у Унин стан и почиње да је љуби. Међутим, у помоћ јој пристиже Олег. Нада опет завршава у кревету са љубавником, очајна, јер схвата да је била и са Страхињом, Завишом и Никшом. Непознати људи са фантомкама на глави нападају Немању насред улице. Софија му прискаче у помоћ, али безуспешно... |              |                                                                           |                               |                 |                      |
| 507 | 86           | Да ли си ти Далиборова ћерка                                              | Милан Коњевић и Душан Поповић | Жарко Јокановић | 3. јун 2022.         |
| Мадам Дени мисли да је она заслужна за то што је тетка Лила Часлава избацила из куће. Тај "слободоумни дух" Лила је наводно наследила од ње. Барбара признаје Никши за инцидент са Немањом. То што му се она осветила, Никши се нимало не допада. Тића Страхињи "отвара очи". Ипак му је драго што Страхиња неће остати сам кад умре Тића, већ ће имати брата Завишу. Због тога, Тића саветује Страхињу да са братом успостави добру комуникацију. Вукашин среће Ирму и пита је да ли је она Далиборова ћерка... |              |                                                                           |                               |                 |                      |
| 508 | 87           | Мадам Дени од Вукашина тражи пушку                                        | Милан Коњевић и Душан Поповић | Жарко Јокановић | 6. јун 2022.         |
| Да се Дебељку десило то што се десило Страхињи, он би своје дете бранио од мајке и "рукама и ногама". Када је Страхиња чуо његово мишљење, то му је само дало подстрек да се бори за Ружу. Немања завршава у болници сав у гипсу и саопштава да то што му се десило, то су све његови нерашчишћени рачуни. Нада не може да верује да је Никша поверовао Завиши и да хоће да уради ДНК тест. Ирма жели да се састане са Адом Каначки да би јој продала неке информације. У вили Каначких се спрема веренички бал. Сви су у шоку када сазнају да је иницијатор тога управо тетка Лила. Гвозденија од Вукашина тражи пушку... |              |                                                                           |                               |                 |                      |
| 509 | 88           | Мадам Дени жели да и у Кан холдингу заведе ред                            | Милан Коњевић и Душан Поповић | Жарко Јокановић | 7. јун 2022.         |
| Маринко испитује Немању, по Вукашиновом наређењу. То што су га умало убили батинама, Маринку се нимало не свиђа и сада планира да открије ко је то хтео да нашкоди Немањи. И Софија жели да освети Немању. У бизнис клубу затиче психолошкињу Сару и напада је да јој каже где је Барбара. Мадам Дени увелико припрема веренички бал за Лилу, толико да је направила и списак званица. Касно у ноћ, Панчета се искрада из куће и одлази код Аде. Сва скоцкана, пред свим се хвали како ће са мадам Дени играти бриџ. Мадам Дени се толико умешала у животе укућана, да има жељу да са Адом оде у канцеларију, јер планира да и тамо заведе ред... |              |                                                                           |                               |                 |                      |
| 510 | 89           | Маринко има план да заведе Барбару                                        | Милан Коњевић и Душан Поповић | Жарко Јокановић | 8. јун 2022.         |
| Уна моли Луку да дође по Алексу у вртић, јер не може она да остане после посла и да га врати кући, јер има неке обавезе. Иако је инсистирао, није хтела да му каже о чему је реч. Никша унајмљује приватног детектива јер жели да се распита о Завиши, који има план да се свети свима који су га оставили. Тим поводом се доктор Урошевић и састао са Завишом, не би ли га одвратио од његових сулудих идеја. Ада и Гвозденија долазе у фирму и сви остају у шоку. Лука се поверава деканки факултета и моли је да његов план никоме не открије. Софија је чврсто решила да се освети Барбари за оно што је учинила Немањи, али он је безуспешно одвраћа од тога. Маринко креће у спровођење освете Барбари и среће је на улици. Набацује јој се, али она се не буни... |              |                                                                           |                               |                 |                      |
| 511 | 90           | Завиша није Никшин син већ                                                | Милан Коњевић и Душан Поповић | Жарко Јокановић | 9. јун 2022.         |
| Нада још једном показује своју злобу. Поверава се Жаклини, јер има план да лажира Никшин и Завишин ДНК тест, и покаже да они нису отац и син. Маринко наставља да флертује са Барбаром, изводећи је на пиће. Она пада на његов шарм. Тетица Гвозденија захтева да буде саветник у Кан холдингу и да за ту позицију тражи велику своту новца. Бароница Донка се набацује Џоди, а он јој јасно ставља до знања да он није Маријанино власништво. Никша посећује психотерапеуткињу Сару и саопштава јој да Завиша није његов син већ неко други. Уна се после посла састаје са Завишом, који жели да је пољуби. То све из даљине посматра Лука и одлази разочаран... |              |                                                                           |                               |                 |                      |
| 512 | 91           | Уколико се покаже да је дете моје признаћу га                             | Милан Коњевић и Душан Поповић | Жарко Јокановић | 10. јун 2022.        |
| Страхиња коначно доводи Ружу у кућу код Тиће и Панчете. Када је Олег сазнао да се прича по граду да је Никша његов син, одмах је дошао код њега у канцеларију да се обрачунају. Никша, шокиран, не верује да је та прича стигла до њега, али се ипак колеба да му призна да је то истина. Нада се физички обрачунава са Завишом, који јој прети да ће јој следећи пут узвратити. Алекса предлаже Барбари да уради ДНК тест и ако се испостави да је то његово дете, признаће га. Изгледа да се Жижи и мадам Дени однекуд познају... |              |                                                                           |                               |                 |                      |
| 513 | 92           | Жижи разоткрива мадам Дени                                                | Милан Коњевић и Душан Поповић | Жарко Јокановић | 13. јун 2022.        |
| Василиса се састаје са Завишом, јер има план да га заведе. Међутим, то Завиши одговара јер жели да се освети. Као што је његов отац Никша њему "мазнуо" девојку, тако ће он сада вратити истом мером. Лука је пасивно агресиван према Уни. Љут је, али неће да јој каже да ју је видео са Завишом. И док је њихова љубав и даље компликована, Ритер и Хана се упуштају у праву романтичну причу. Жижи панично позива Аду и саопштава јој све што зна о мадам Дени, као и то да се њих две познају са крузера. Нада пита свог новог љубавника да ли је спреман да, због ње, упрља руке крвљу... |              |                                                                           |                               |                 |                      |
| 514 | 93           | Спреми се за оно што ти следи                                             | Милан Коњевић и Душан Поповић | Жарко Јокановић | 14. јун 2022.        |
| У Панчетин и Тићин дом долази Милетова баба, Каја, која је дошла да га изненади. Завиша саопштава доктору Урошевићу да га од Никше занима само новац и да не жели да са њим створи однос отац-син. Мила се интересује за Наду, али Жаклина јој не открива никакве информације, како се не би стресирала, јер је у другом стању. Миле и Лука су у свађи, а нетрпељивост расте и међу Ирмом и Олегом... |              |                                                                           |                               |                 |                      |
| 515 | 94           | Тетица је троструки убица                                                 | Милан Коњевић и Душан Поповић | Жарко Јокановић | 15. јун 2022.        |
| Панчета ускоро креће са ауторском емисијом и први гост ће јој бити, ни мање ни више, него Софија Шубаревић. Страхиња долази код Тиће у кафић и саопштава му да је раскинуо са Ленком. Након што је Нада узела длаку за потребе ДНК теста, на клиници је наишла на препреку. Уместо обавезне сагласности, нуди велику своту новца, како би што пре показала да Завиша није Никшин син. Лила долази до сазнања да је мадам Дени троструки убица. Гала и Сара се састају у бизнис клубу на кафи и испоставља се да су оне дугогодишње добре пријатељице. Вид затиче Аду и Жаклину на ручку и сумња да Жаклина жели да се врати Луки. |              |                                                                           |                               |                 |                      |
| 516 | 95           | Услов договора Гала и Алекса голи у кревету                               | Милан Коњевић и Душан Поповић | Жарко Јокановић | 16. јун 2022.        |
| Маринко саопштава Инес да се виђа и са Барбаром. Инес, опет разочарана, не може да верује да јој он то тако олако признаје, а само што му је дала нову шансу. С друге стране, Маринков план са Барбаром и те како напредује, толико да завршавају у кревету, када му она признаје да има дете и да жали што га је родила. Мила не престаје да размишља о Нади и предосећа да ће се нешто лоше десити. Након што је Вид затекао Аду и Жаклину са ћерком у ресторану, бесан закључује да Жаклина жели да се врати Луки и да јој у томе помаже Ада. Жаклина покушава да га разувери, али он јој саопштава да је међу њима готово и да се сели. Тетица се толико одомаћила у вили Каначких да је за ручком тетки Лили наредила да прислушкује Адин и Алексин разговор. Ада предлаже Алекси да размисли да ли је паметно да Олег остане у фирми. Сара и Гала склапају договор, али под условом да јој Гала пошаље голе фотке са Алексом у кревету. Та идеја се Гали баш допада... |              |                                                                           |                               |                 |                      |
| 517 | 96           | Нада добија резултате ДНК теста                                           | Милан Коњевић и Душан Поповић | Жарко Јокановић | 17. јун 2022.        |
| Тетица Гвозденија Алекси нуди неки посао који ће позитивно утицати на његов имиџ. Софија и Барбара се срећу у бизнис клубу, када међу њих две долази до физичког обрачуна. Докторка Милеуснић саопштава Ади и Лили да Матијин опоравак тече како су и очекивале, али постоји потешкоћа приликом повратка кући. Нада добија резултате ДНК теста, а Завиша моли Никшу да ни случајно не фалсификује резултате, јер је он анализе дао и у другу лабораторију. Вукашин посећује Уну у вртићу и жели са њом да разговара о Завиши. Ритер и Хана завршавају у кревету, када му она признаје да би све учинила за њега. Вукашин добија позив од Вида и остаје у неверици... |              |                                                                           |                               |                 |                      |
| 518 | 97           | Да ли ће Надин љубавник доставити њихове провокативне фотке               | Милан Коњевић и Душан Поповић | Жарко Јокановић | 20. јун 2022.        |
| Ада и Софија маштају о Матијином повратку и Ада јој обећава да ће, чим се он врати, позабавити организацији њихове свадбе. С друге стране, Софија Барбари спрема паклену освету. Након што је Нада открила да су Никша и Завиша отац и син, она преиспитује своје место у Никшином животу. Василиса се састаје са Надиним љубавником и прети му да, ако не добије његове голе фотографије са Надом у кревету до сутра, Љуштура ће га уништити. Вукашин добија позив од Вида и потом одлази у мртвачницу... |              |                                                                           |                               |                 |                      |
| 519 | 98           | Жаклина је ван себе и виче на сав глас Докторе, докторе                   | Милан Коњевић и Душан Поповић | Жарко Јокановић | 21. јун 2022.        |
| Вид се буди у болничкој постељи, а због онога што прво буде угледао, доживеће шок! Исцрпљени од монтаже видеа, Лука и Миле успевају да заспу за рачунаром. Само један клик биће довољан да остану без свега што су вредно припремали месецима. У жељи да науди брату тако ће му одузети децу, Ирма долази код Олега у стан не рачунајући на реакцију деце. Мали Златићи су уплашени, али одлучни - желе само ујака! Жаклина долази у посету Виду, али оно што ће затећи у болници је страшно! |              |                                                                           |                               |                 |                      |
| 520 | 99           | Имамо те у шаци                                                           | Милан Коњевић и Душан Поповић | Жарко Јокановић | 22. јун 2022.        |
| Никша саопштава Завиши да он већ има сина, а Нада кује план како да што пре раздвоји бившег љубавника од садашњег. Софија признаје да се никада неће решити своје опсесије да се освети Барбари за све што јој је урадила. На “пословном састанку“ са Завишом, Ада и Вукашин предочавају Завиши свој ултиматум - одмах ће престати да узнемирава Зврка и даће јој развод! |              |                                                                           |                               |                 |                      |
| 521 | 100          | Обрачун са Завишом                                                        | Милан Коњевић и Душан Поповић | Жарко Јокановић | 23. јун 2022.        |
| Нада наручује Завишине и Василисине слике из кревета. Али, она није једини налогодавац. И Никша тражи од свог потрчка да му набави фотографије којима ће натерати своју дојучерашњу драгу да плати цену коју није могла ни да сања. Када га Ада и Вукашин гурну преко границе, Завиша неће имати превише избора. Док кључа од беса, у ресторан стиже и Зврк којој ништа није јасно. Таман када су сви одахнули, Лука физички насрће на Завишу и то пред Никшом! |              |                                                                           |                               |                 |                      |
| 522 | 101          | Завиша пресреће Зврка на улицу и потеже пиштољ                            | Милан Коњевић и Душан Поповић | Жарко Јокановић | 24. јун 2022.        |
| Унин отац се несебично нуди Никши. Каже да може да рачуна на њега у сваком тренутку. Ритер је задовољан због чињенице да је Камени сада први Никшин човек. После смицалице у кафићу, Мили стиже фотографија на којој су Алекса и Барбара. Коначно је дошао дан када ће Лука и Купус представити свој дипломски филм... Узбуђена због свега што се десило, Зврк саопштава Луки да је коначно слободна иако није веровала да би тај дан икада могао да сване. Али, није све тако једноставно. Завиша пресреће Зврка на улици са жељом да јој се извини, али уместо тога потеже пиштољ и прети самоубиством... |              |                                                                           |                               |                 |                      |
| 523 | 102          | Писмо                                                                     | Милан Коњевић и Душан Поповић | Жарко Јокановић | 27. јун 2022.        |
| Миле и Лука са нестрпљењем очекује резултате комисије након што су им представили свој дипломски филм. Између Алексе и Аде долази до мањег конфликта. Олег упада код Никше у канцеларију у сред састанка. Док Никша опијен очинском љубављу гледа у сина са осмехом, Олег кипти од беса и презира. Истовремено, у Адин дом долази Олегова сестра са писмом које је мајка на самрти адресирала на њу. |              |                                                                           |                               |                 |                      |
| 524 | 103          | Догодиће се двоструко убиство                                             | Милан Коњевић и Душан Поповић | Жарко Јокановић | 28. јун 2022.        |
| После Аде, Ирма одлази и код Никше и каже му да је време да сазна истину. У међувремену, Ада саопштава породици да је сазнала да њен покојни брат Далибор има дате и да га је родила Милка. Маринко добија дојаву да ће се десити двоструко убиство, а након вечере са Саром Барбара губи свест и пада на сред ресторана. |              |                                                                           |                               |                 |                      |
| 525 | 104          | Сара је отрована                                                          | Милан Коњевић и Душан Поповић | Жарко Јокановић | 29. јун 2022.        |
| У пријатељском разговору са Олегом, Мила износи охрабрујућ став: Ако си део породице Каначки, много ћеш се лакше изборити да задржиш своје сестриће. Изреволтиран због фотографије на којима се види како га Нада вара, Никша прети својој љубавници Нади, али и њеном швалеру. Сара добија информацију од докторке да је Барбара највероватније отрована и да ће о томе морати да обавести полицију. |              |                                                                           |                               |                 |                      |
| 526 | 105          | Барбара је због Саре на самрти                                            | Милан Коњевић и Душан Поповић | Жарко Јокановић | 30. јун 2022.        |
| Након што је Барбару посетила Сара Бергер, она је у још горем здравственом стању. Сара је само хтела да истера своју правду, тако што је нашкодила својој наводној другарици. Вукашин саопштава Ади да има доказе да је Никша наручио Далиборово убиство. На Надина врата стиже дугоочекивани документ, али она се у сузама премишља да отвори врата. Ада се састаје са Донком која од ње захтева да поред новца, може да живи у вили Каначки. Мила опет има чудне стомачне болове. Матија се јавља из Лондона и саопштава Ади да је добро и да се скоро враћа. Сара Бергер саопштава полицији да је Алекса отровао Барбару и да је она сада због тога на самрти. Изричито наглашава да је била очевидац. |              |                                                                           |                               |                 |                      |
| 527 | 106          | Полиција приводи Никшу                                                    | Милан Коњевић и Душан Поповић | Жарко Јокановић | 1. јул 2022.         |
| Нада полицији пријављује Кодин нестанак и за то криви Никшу. Због тога, полицајци долазе на Никшина врата да га приведу. У притвору завршава и инспектор Џелетовић. Ада добија писмо које ће је растужити. Алекса помаже Луки да организује просидбу Уне. Тим поводом се у вили Каначки окупља цела породица... |              |                                                                           |                               |                 |                      |